# Parantica talautica
Parantica talautica är en fjärilsart som beskrevs av Pieter Cornelius Tobias Snellen 1896. Parantica talautica ingår i släktet Parantica och familjen praktfjärilar. Inga underarter finns listade i Catalogue of Life.